# Musée Granet
Pour les articles homonymes, voir Granet.
Le musée Granet est un musée de beaux-arts, d'archéologie et d'art décoratif situé place Saint-Jean-de-Malte à Aix-en-Provence. Ouvert au public en 1838, ce musée a fait l'objet de plusieurs chantiers de rénovation depuis les années 1990 pour garantir de meilleures conditions d'exposition à ses riches collections permanentes. Il programme régulièrement des expositions temporaires.
Depuis 2013, la chapelle des Pénitents blancs, inscrite en tant que monument historique et située à proximité, constitue une annexe du musée, sous le nom « Granet xxe », et présentant de nombreuses œuvres du XXe siècle mises en dépôt par la fondation Planque (notamment des peintures de Pablo Picasso, Paul Cézanne, Claude Monet ou Jean Dubuffet).

## Historique

### Le bâtiment
Un premier musée est créé en 1828 dans les locaux du prieuré de l'église Saint-Jean-de-Malte à Aix-en-Provence, inauguré en 1838. L' « aile Granet » est construite à partir de 1860. Un second bâtiment y est adjoint après 1870, puis un troisième en 1900, le tout étant agrandi vers 1940.
Les locaux ont été profondément rénovés à partir de 1990 jusqu'en 2005.

### Les collections
Le fonds d'origine provient essentiellement des collections d'antiquités rassemblées par Fauris de Saint-Vincens à la fin du XVIIIe siècle. Il s'enrichit assez considérablement en 1849 du don du peintre François Marius Granet qui légua à sa ville natale tous les tableaux et dessins en sa possession. Parmi les dessins, selon les termes de son legs, deux cents furent choisis pour le musée du Louvre.
Les collections ont été complétées par diverses donations : en 1863, Jean-Baptiste de Bourguignon de Fabregoules légua ainsi plus de huit cent œuvres d'art. Les musées nationaux mirent en dépôt au musée Granet neuf œuvres de Paul Cézanne, en 1984, dans la mesure où le maître d'Aix n'était pas représenté dans les collections du musée. D'importantes œuvres du XXe siècle issues de la donation de Philippe Meyer, collectionneur privé et physicien, ont été versées au musée.

## Collections

### Archéologie
Un ensemble de pièces issues de fouilles archéologiques effectuées dans la région d'Aix a été regroupé et est exposé dans le musée, en particulier, les artefacts mis au jour à l'oppidum d'Entremont.

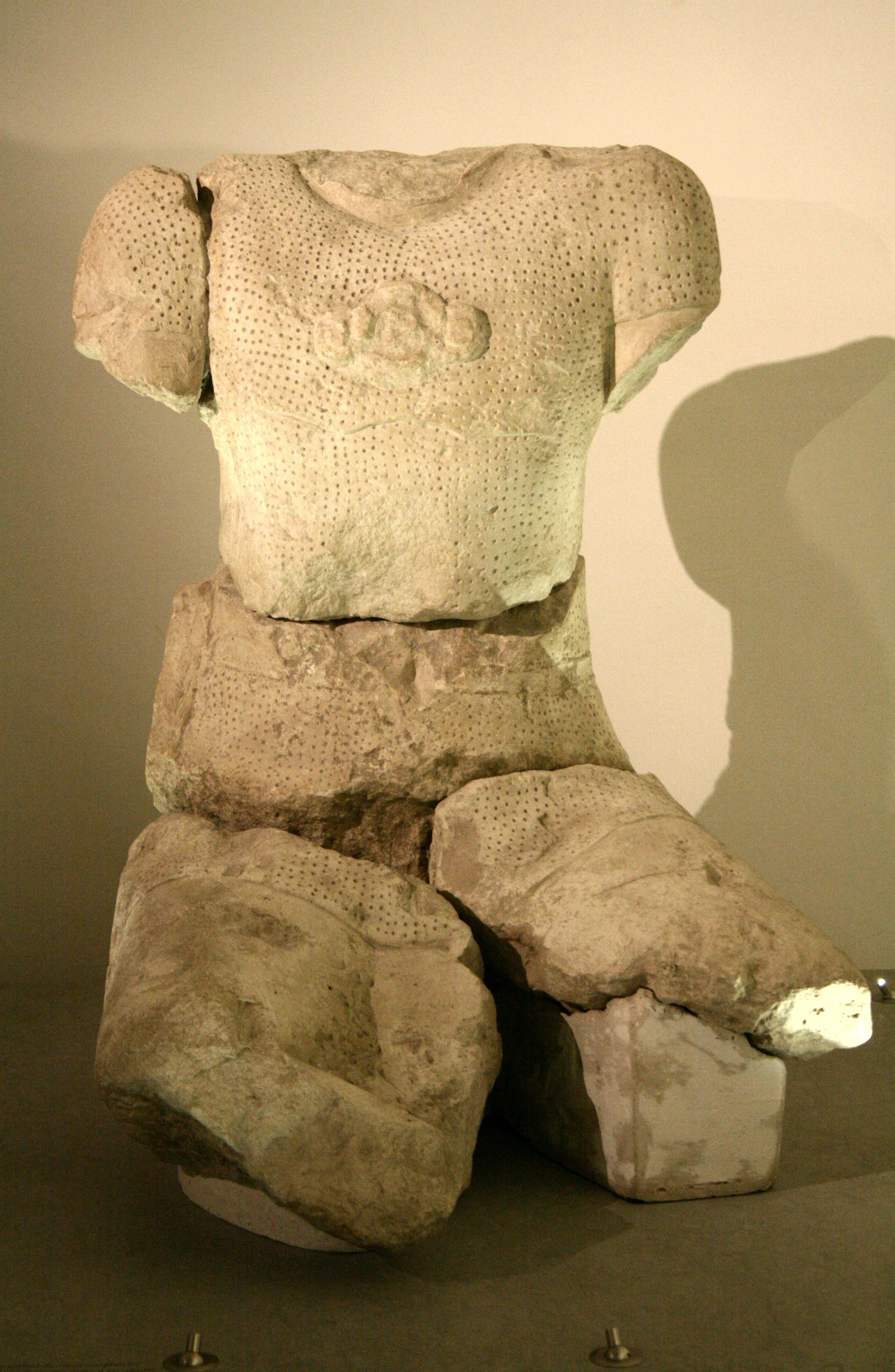
Sculpture d'un guerrier salyen de l'oppidum d'Entremont, probablement détruite lors du premier siège par les Romains en 123 av. J.-C..
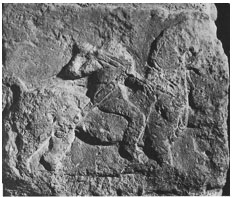
Pilier aux cavaliers trouvé dans l'oppidum d'Entremont en 1817. Sur le bas-relief, on distingue la tête portée au cou du cheval.
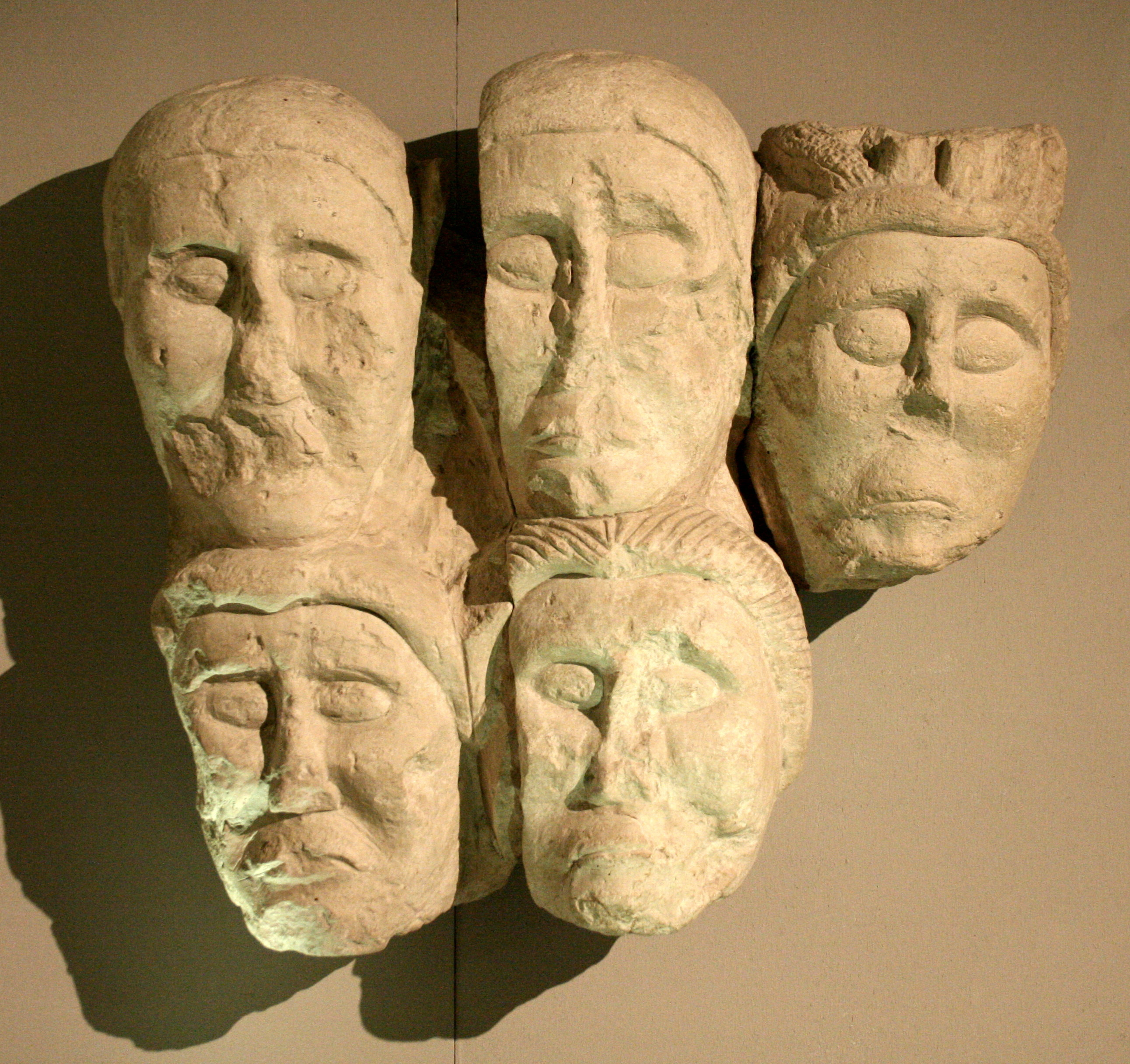
Sculpture des têtes coupées provenant du site de l'oppidum d'Entremont.

### Sculpture
La galerie de sculpture présente des œuvres anciennes comme un masque de femme en marbre de Francesco Laurana ainsi que des sculptures d'Alberto Giacometti dont Femme de Venise III.
Un buste en marbre représentant François Marius Granet par le sculpteur lyonnais Jean-François Legendre-Héral fut attribué au musée en 1895.
Parmi les sculptures du XXe siècle, L'Homme qui chavire d'Alberto Giacometti est un dépôt du Musée d'Orsay.

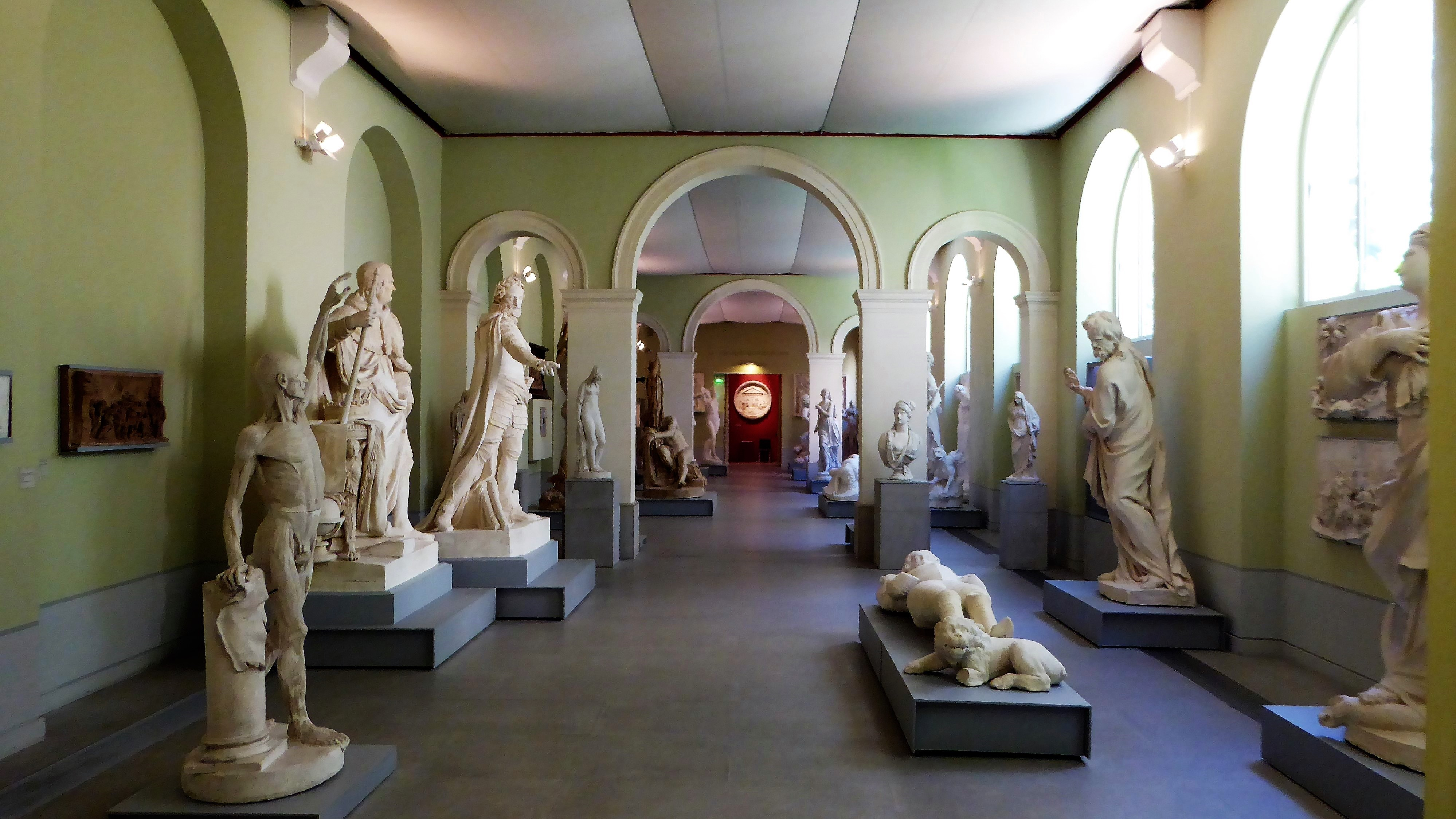
Galerie des sculptures.
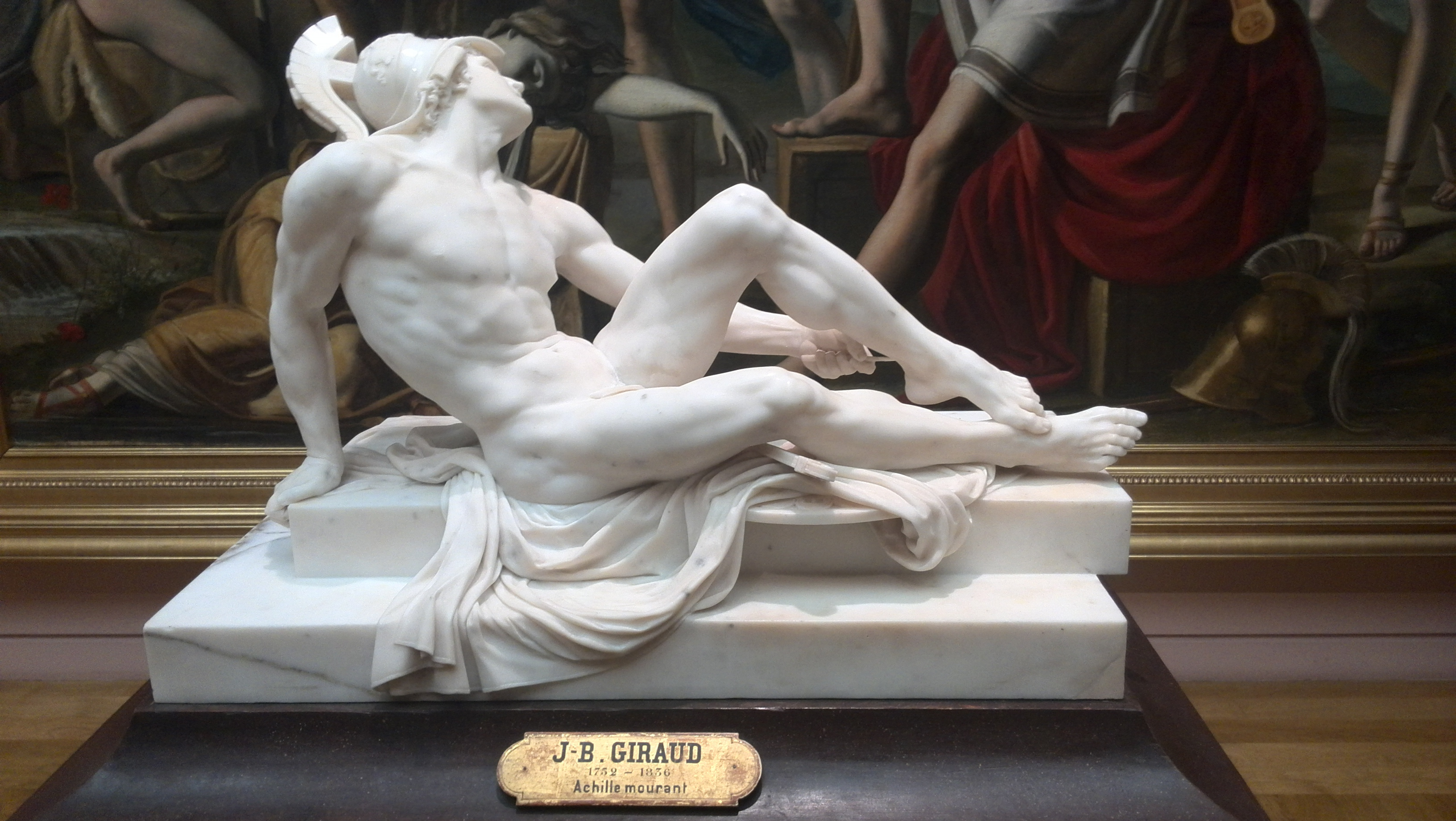
Jean-Baptiste Giraud, Achille mourant, 1789.
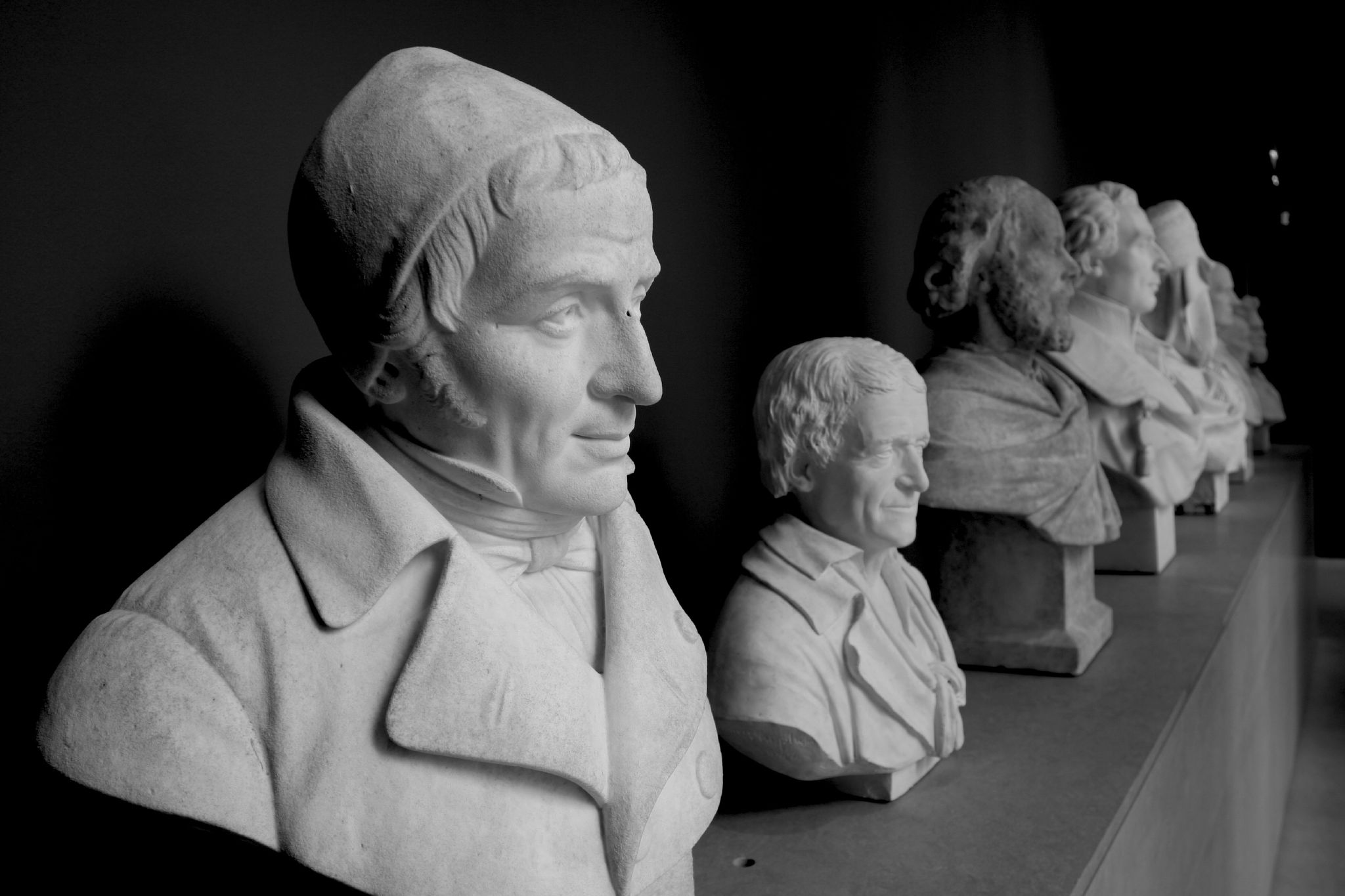
Bustes de la galerie des sculptures.
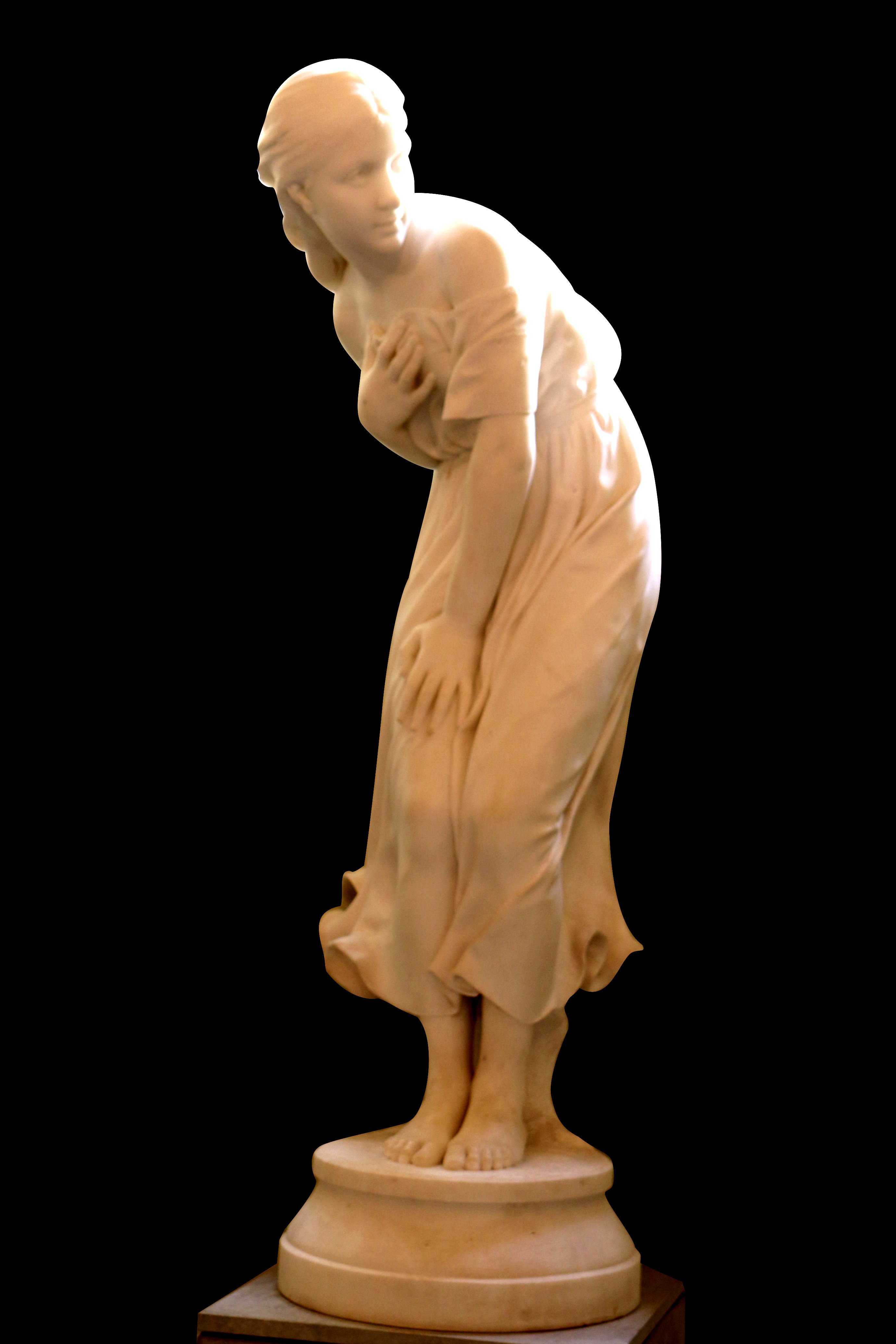
Léon Pilet, Un coup de vent.
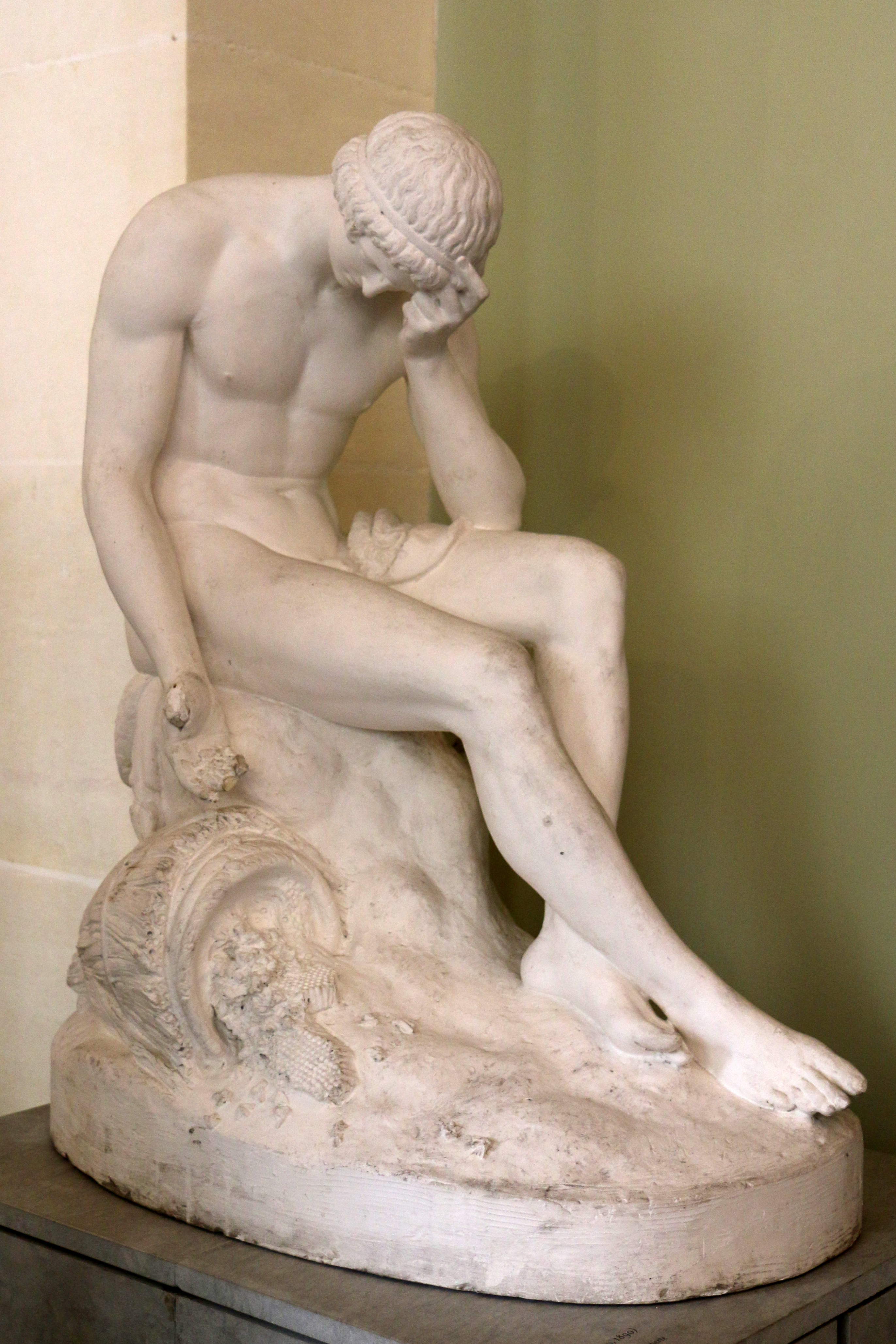
Jules Fesquet, Le berger Aristée pleurant la perte de ses abeilles, 1862.
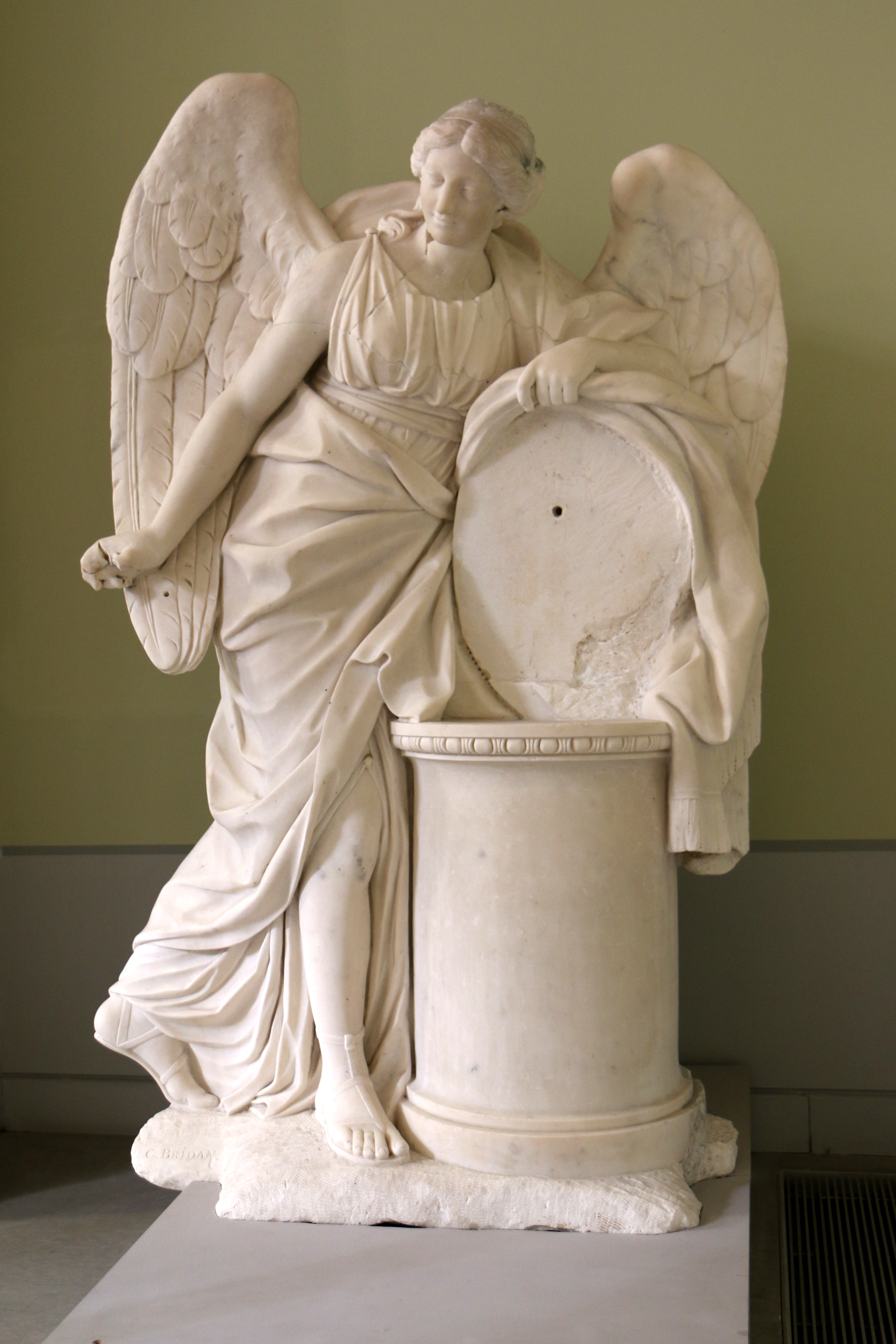
Charles-Antoine Bridan, Mausolée de Jean-Baptiste Boyer.
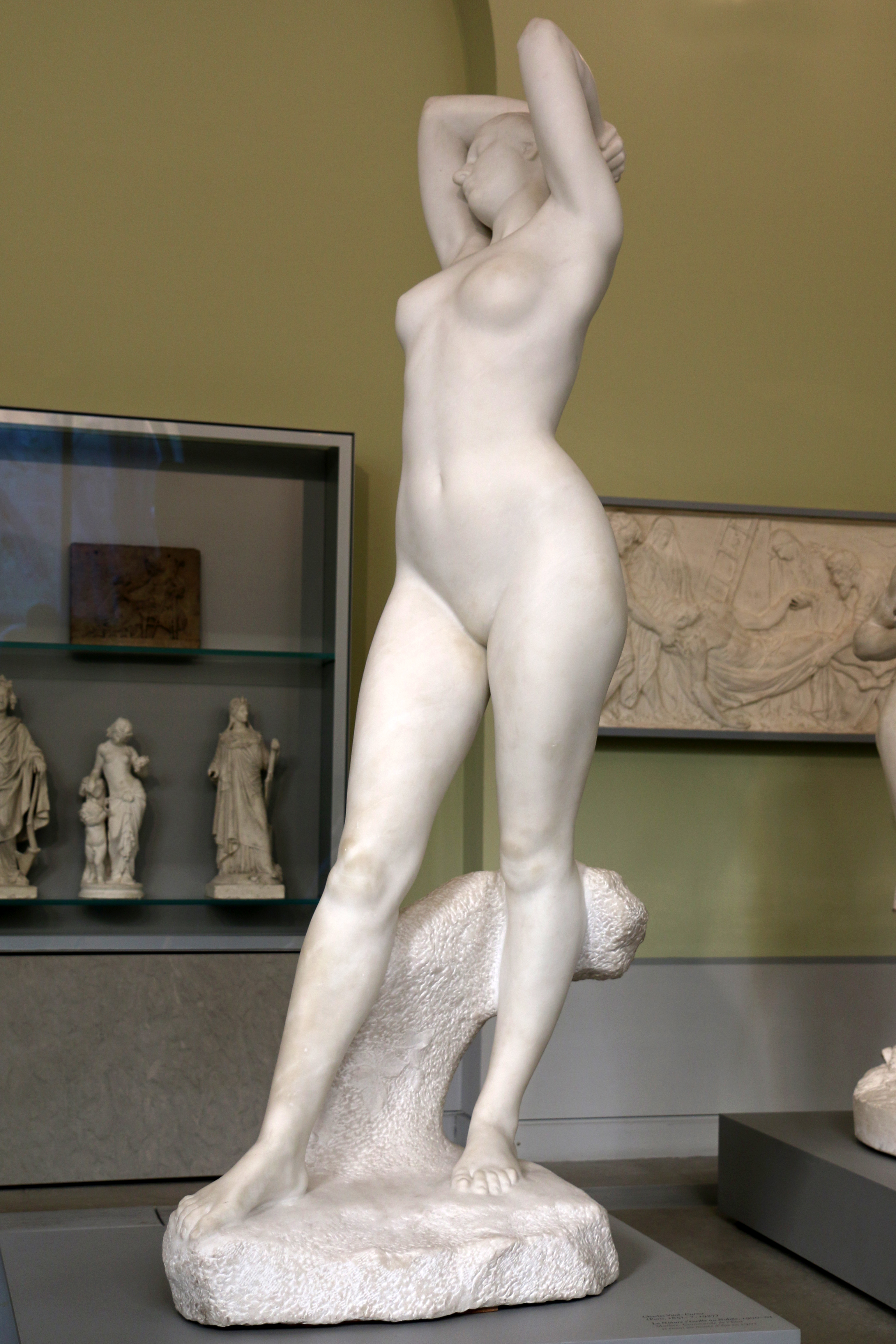
Charles Vital-Cornu, La nature s'éveille, 1882.
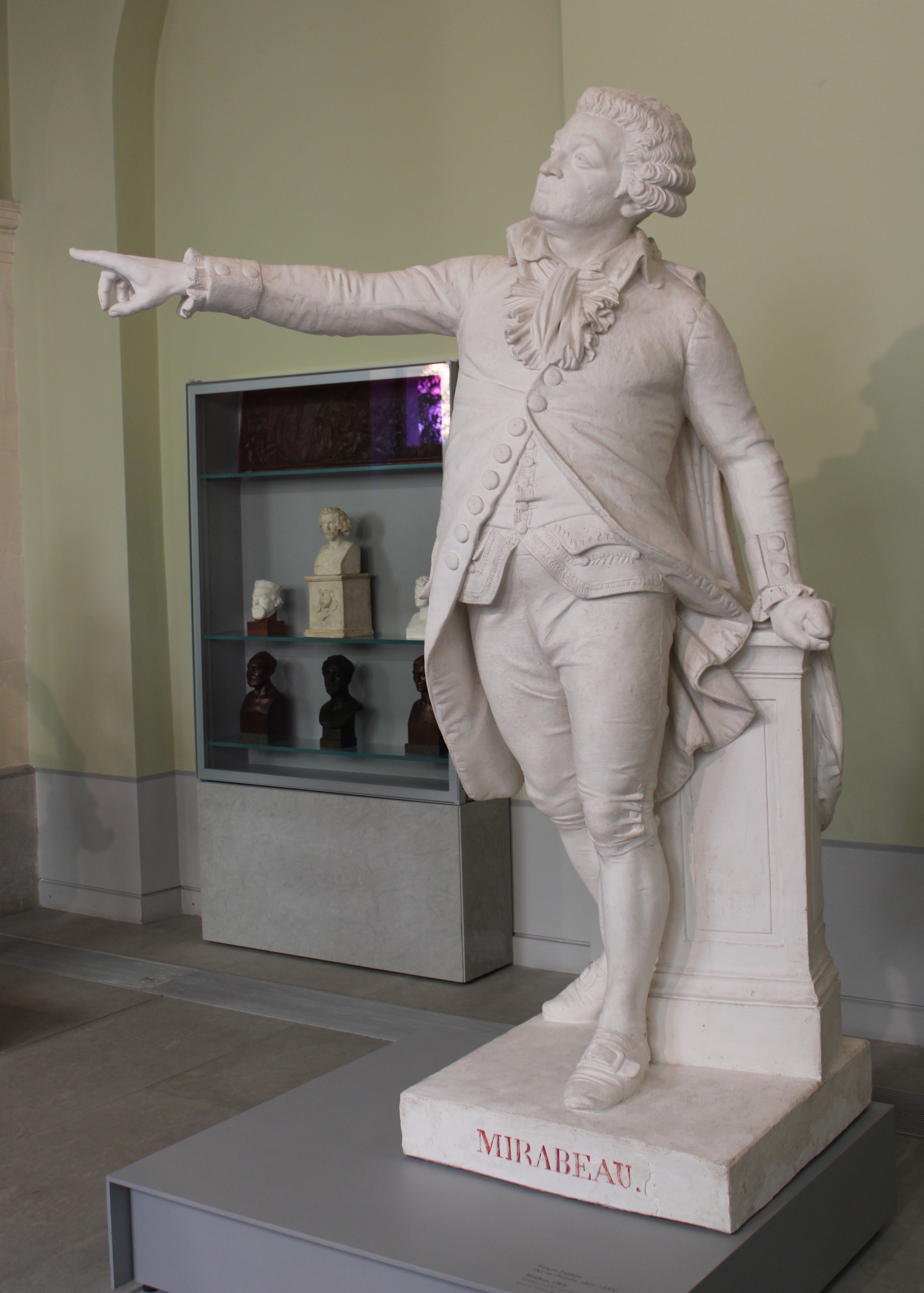
Statue de Mirabeau.
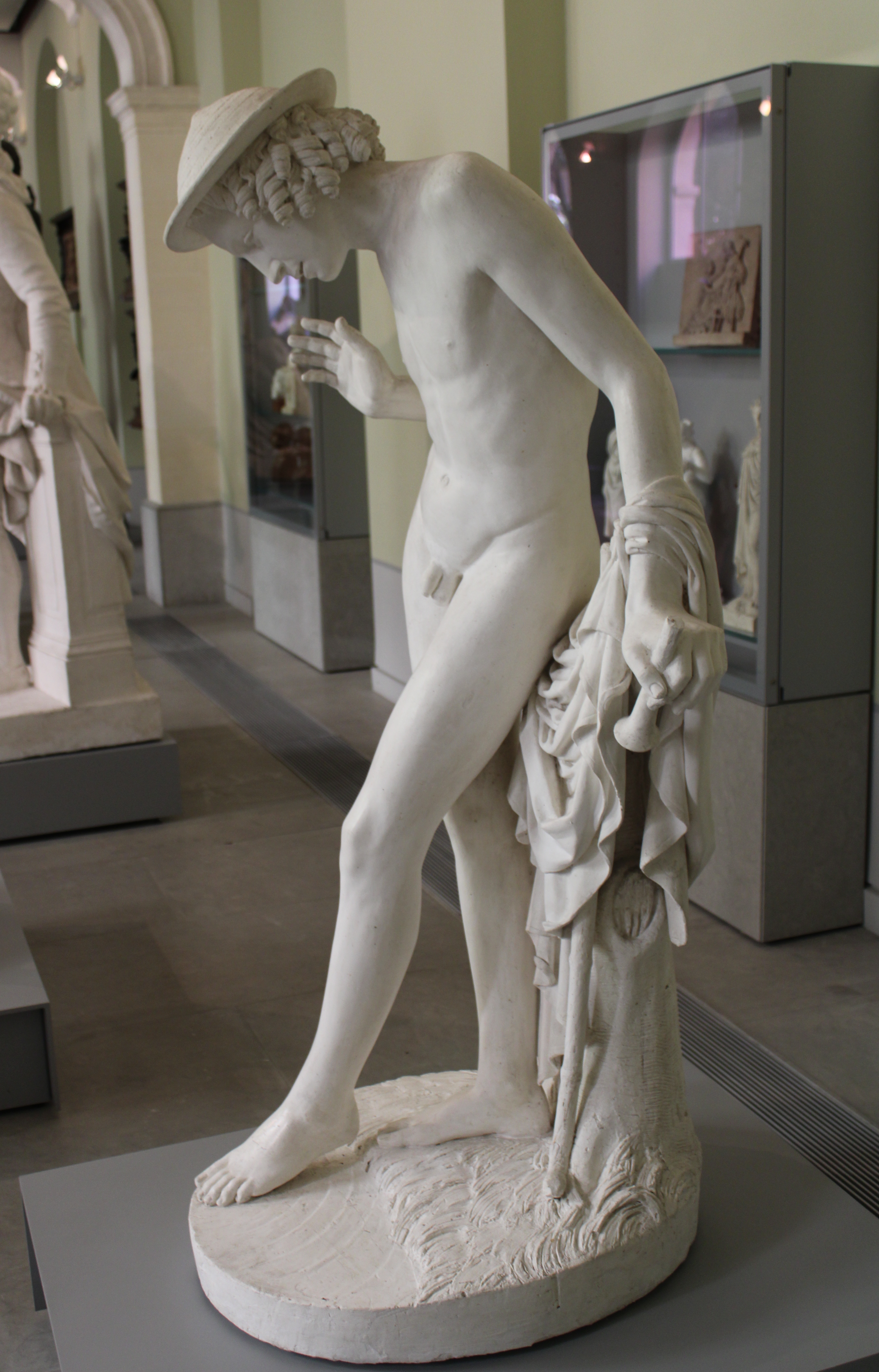
Hippolyte Ferrat, Le berger Corydon, plâtre.

### Collection égyptienne
Le musée Granet conserve une très riche collection égyptienne, essentiellement constituée au XIXe siècle à la suite de dons et legs d'antiquités, reflétant ainsi le goût des érudits aixois. Plusieurs amateurs sont particulièrement importants, comme Fauris de Saint-Vincent, François Sallier, François-Marius Granet et Jean-Baptiste Bourguignon de Fabregoules qui ont tous contribué à enrichir le fond du musée. Cette collection se caractérise aujourd'hui par sa richesse et sa variété : reliefs, stèles, statues, amulettes, vases, sarcophages ou encore momies. Ainsi, ce très vaste ensemble permet d'appréhender au mieux la civilisation égyptienne. Le sarcophage de Ptahirdis et la stèle d'Isetemdinakht figurent parmi les nombreux chefs-d'œuvre conservés par le musée.

### Peinture
Le musée conserve et présente des peintures datant du XIVe au XXe siècle :
- Dans la section de peinture ancienne on trouve des œuvres flamandes et hollandaises avec le maître de Flémalle (La Vierge en gloire entre saint Pierre et saint Augustin vénérée par un donateur, 1430), Rembrandt (Autoportrait au béret), Rubens (deux portraits), Jacob Jordaens ou Gabriel Metsu, pour l'école italienne des tableaux du Guerchin, d'Onofrio Palumbo, de Bernardo Strozzi, Daniele Crespi, Pierre de Cortone, Mattia Preti, Giovanni Battista Piazzetta (L'Enlèvement d'Hélène), Francesco Guardi et, pour l'école française, des frères Le Nain (Les Joueurs de cartes), de Pierre Puget, Lubin Baugin (La Nativité de la Vierge), Nicolas Mignard, Louis Cretey, Joseph Parrocel, Hyacinthe Rigaud, Nicolas de Largillierre, Jean Siméon Chardin, Hubert Robert (Ruines romaines, Lavandières), Alexandre Charles Guillemot, (Le roi René signant une lettre de grâce, 1824, Le Christ apparaissant aux trois Maries, 1831)[6], etc.

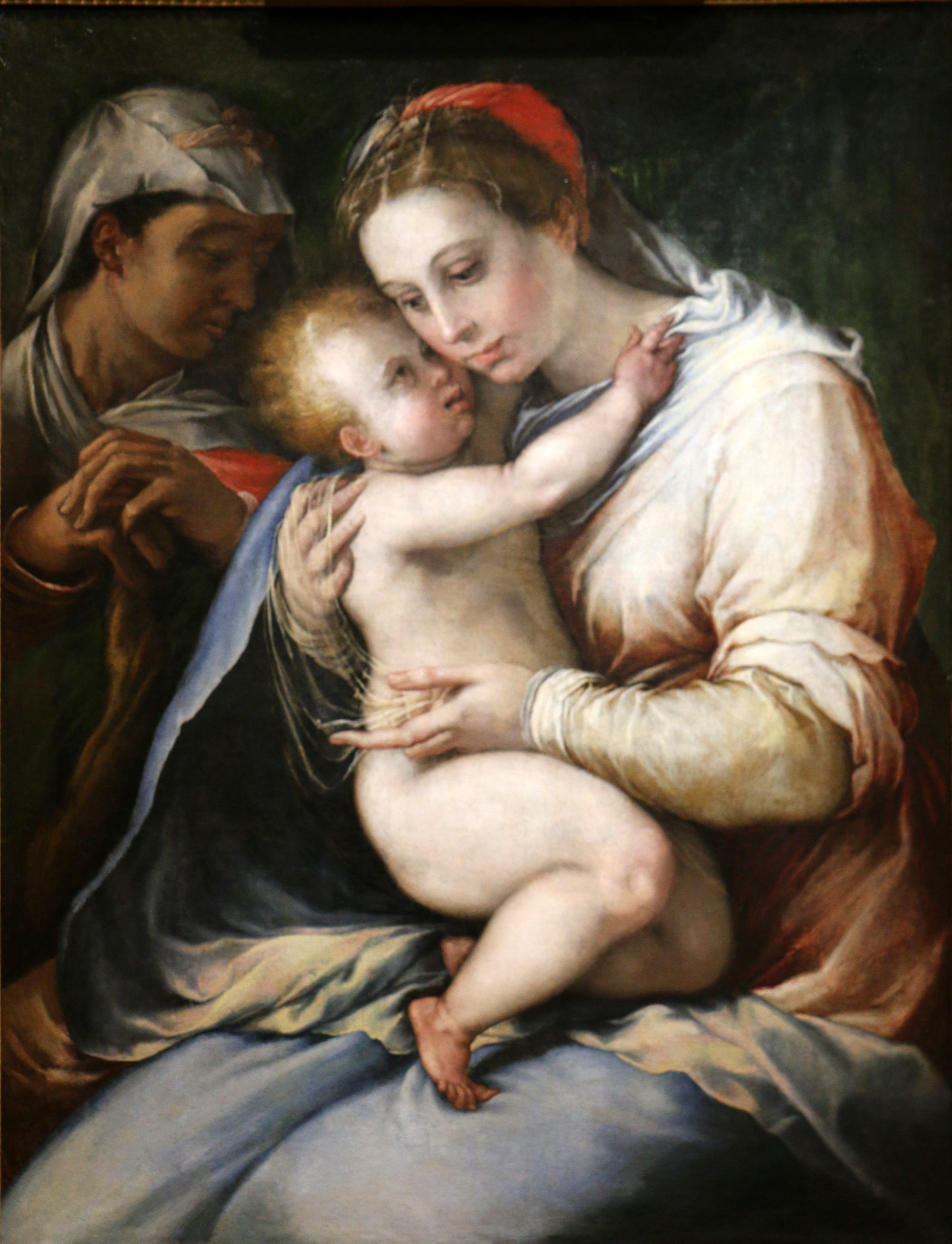
Francesco Salviati, Vierge à l'Enfant.
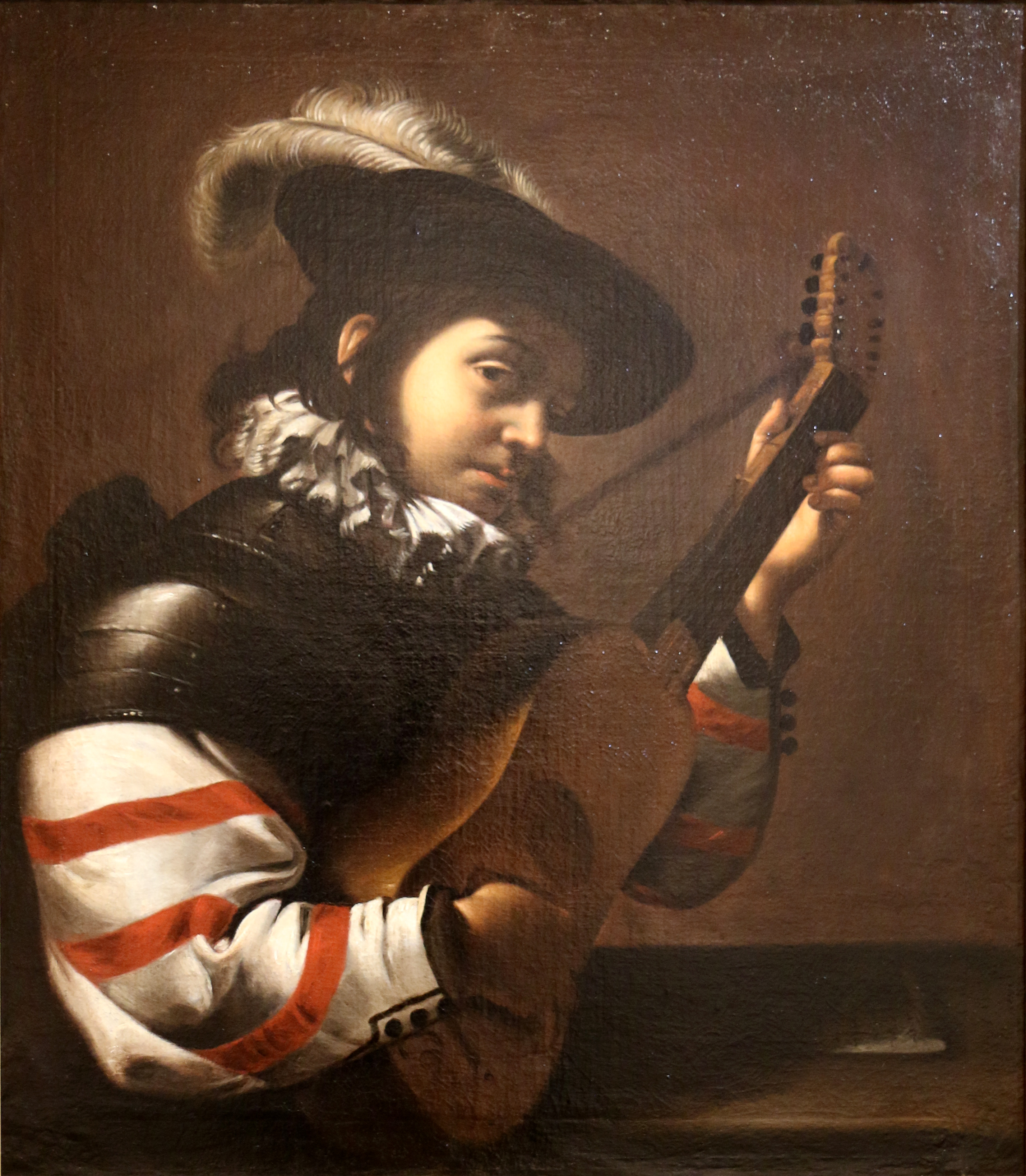
Mattia Preti, Joueur de guitare.
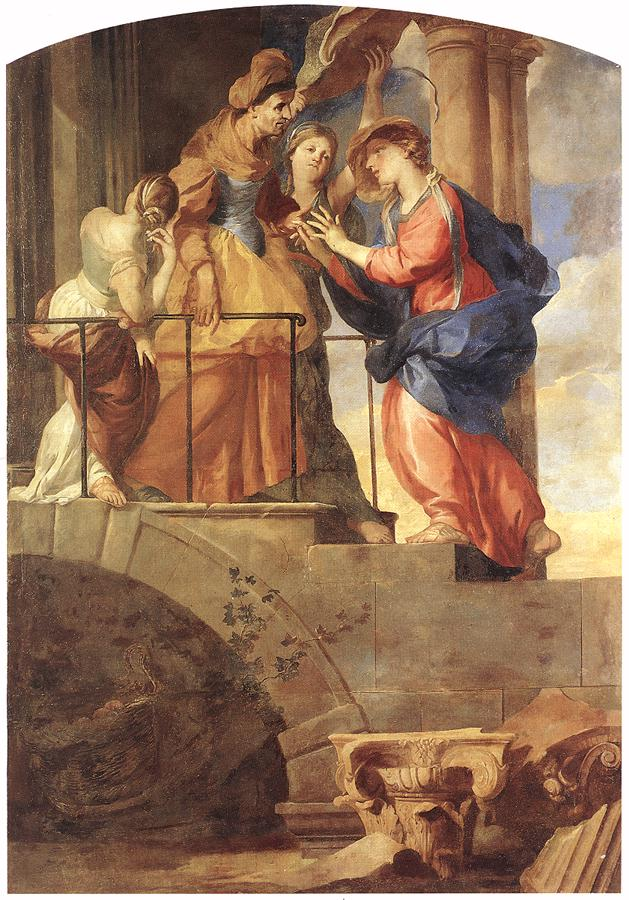
Pierre Puget, La Visitation, 1659.
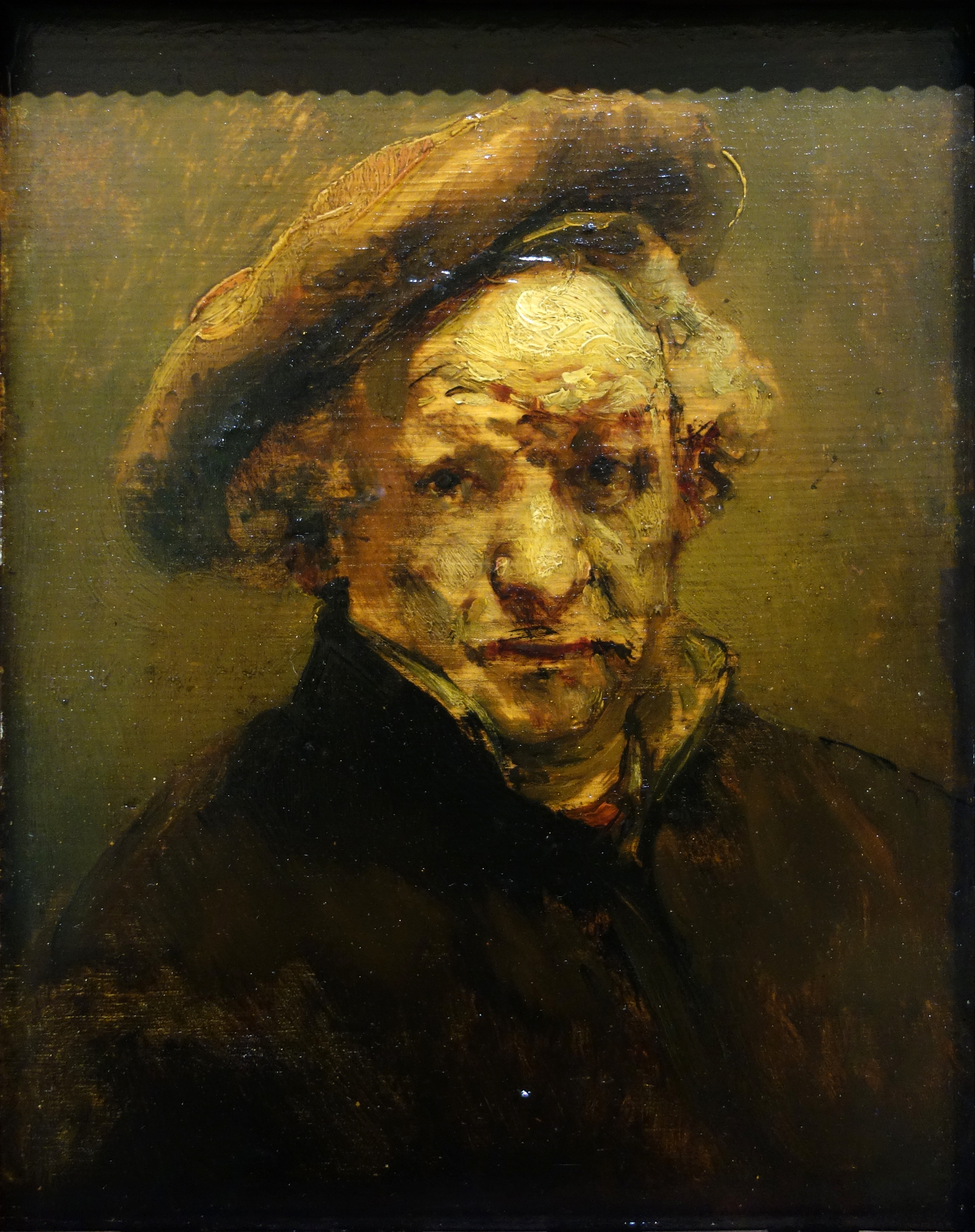
Rembrandt, Autoportrait, ca. 1659.
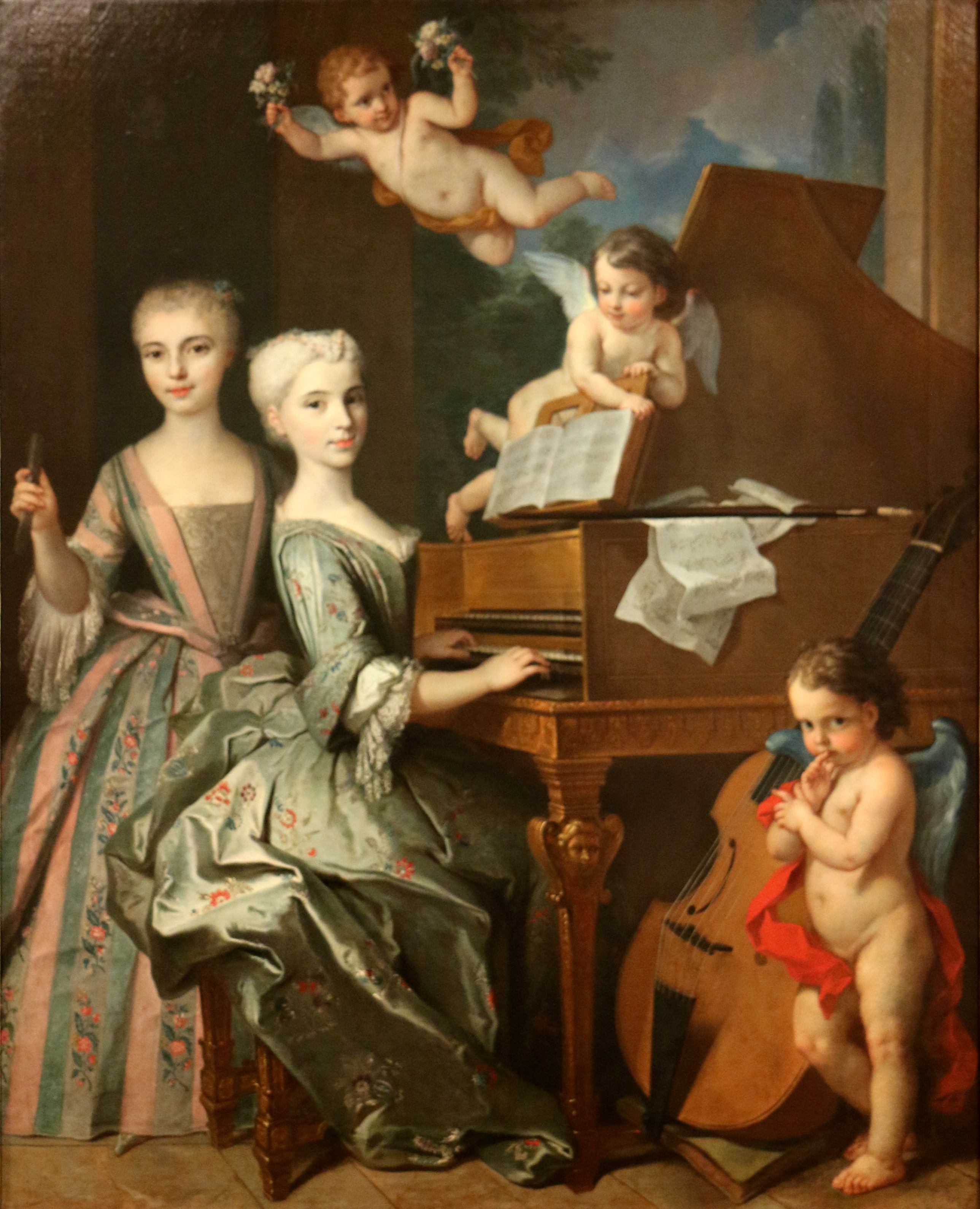
Claude Arnulphy, Adélaïde de Gueidan et sa sœur au clavecin.
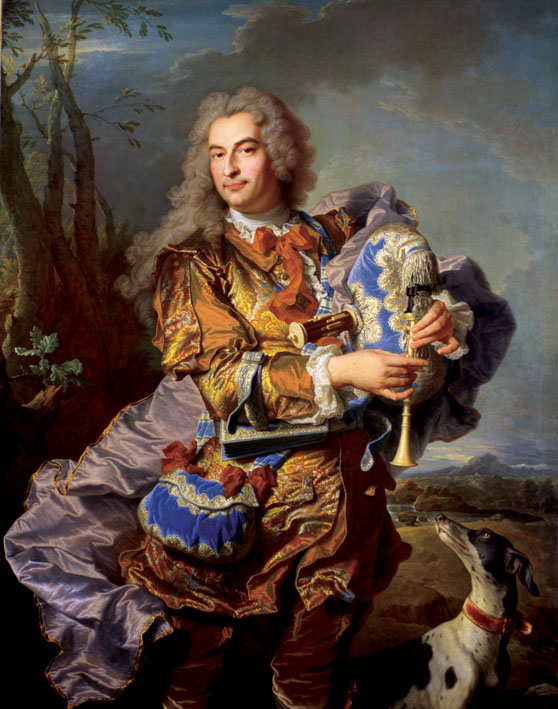
Hyacinthe Rigaud, Portrait de Gaspard de Gueidan en joueur de musette.

- La section consacrée à l'art du XIXe au XXe siècle comprend des œuvres de Jacques-Louis David (Portrait de jeune garçon), Jean-Auguste-Dominique Ingres (Jupiter et Thétis), l'un des plus importants fonds de tableaux de François Marius Granet, Théodore Géricault, Émile Bernard, neuf tableaux de Paul Cézanne (dont Apothéose de Delacroix, Baigneuses, Portrait de Madame Cézanne), Maurice Denis, André Masson, Pablo Picasso (Femme au balcon), Fernand Léger, Alberto Giacometti, Piet Mondrian, Paul Klee, Balthus, Giorgio Morandi, Bram van Velde, Nicolas de Staël.

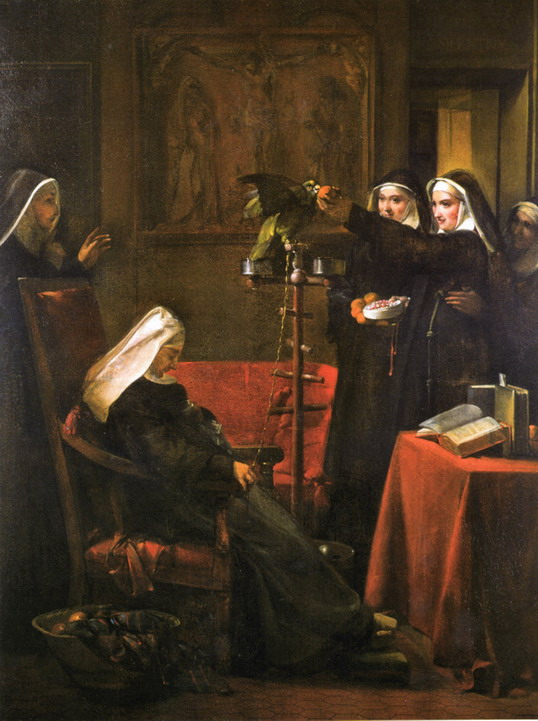
François Marius Granet, Vert-Vert.
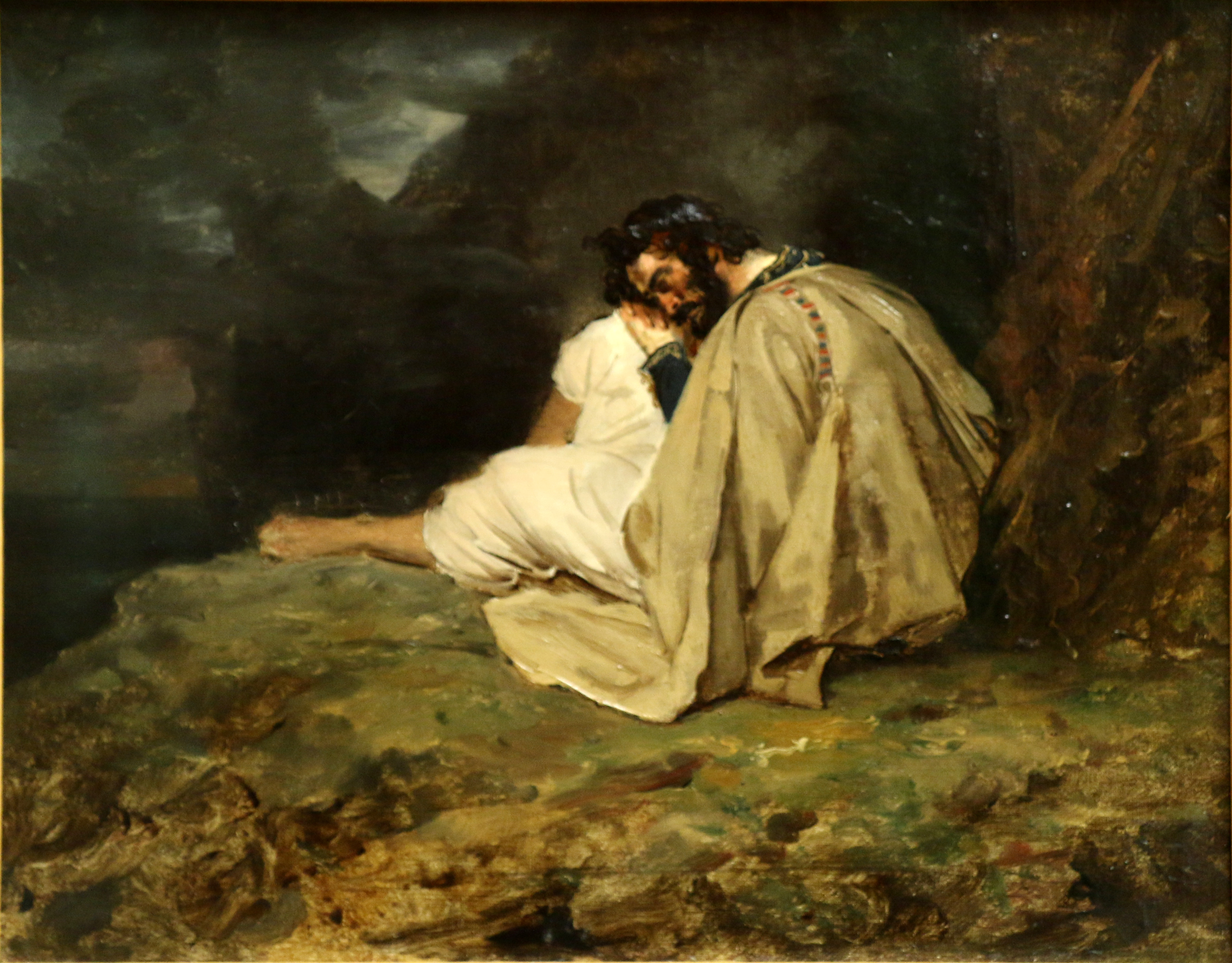
Théodore Géricault, Jeune Grec endormi sur un rocher au bord de la mer.
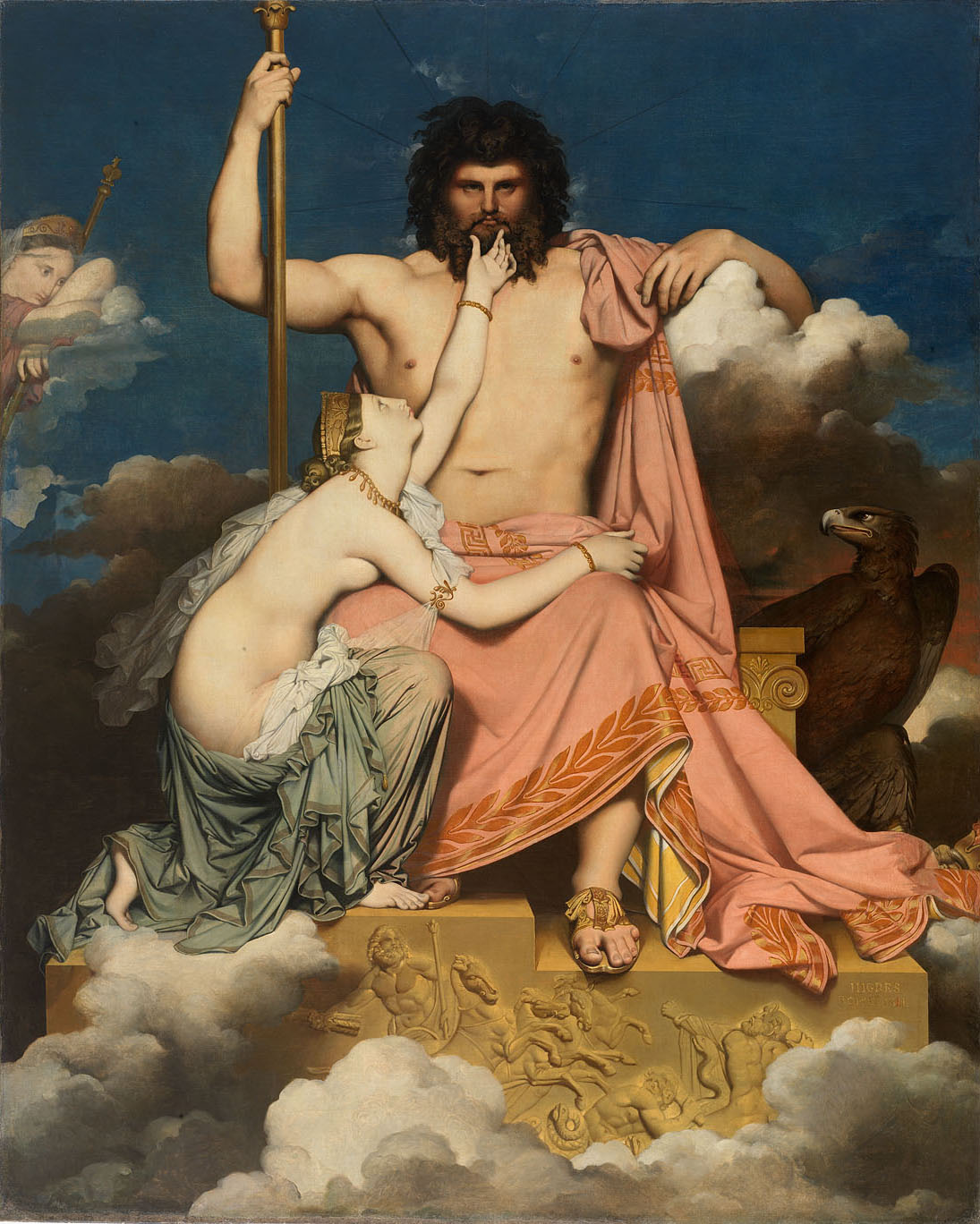
Dominique Ingres, Jupiter et Thétis.
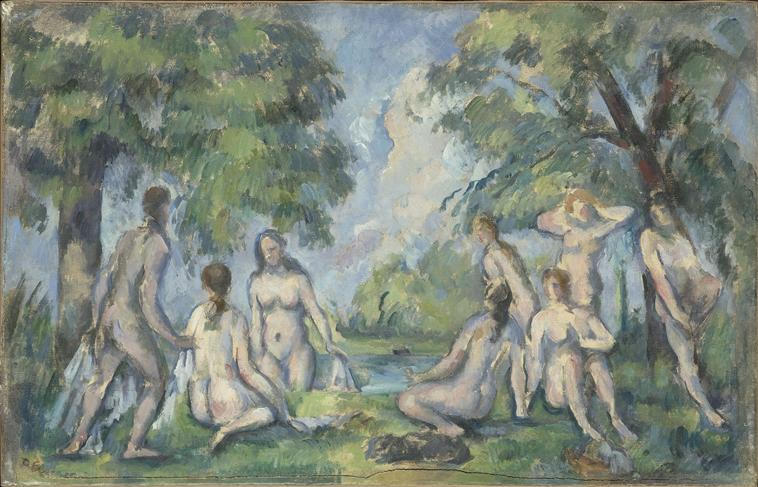
Paul Cézanne, Baigneuses, 1895.
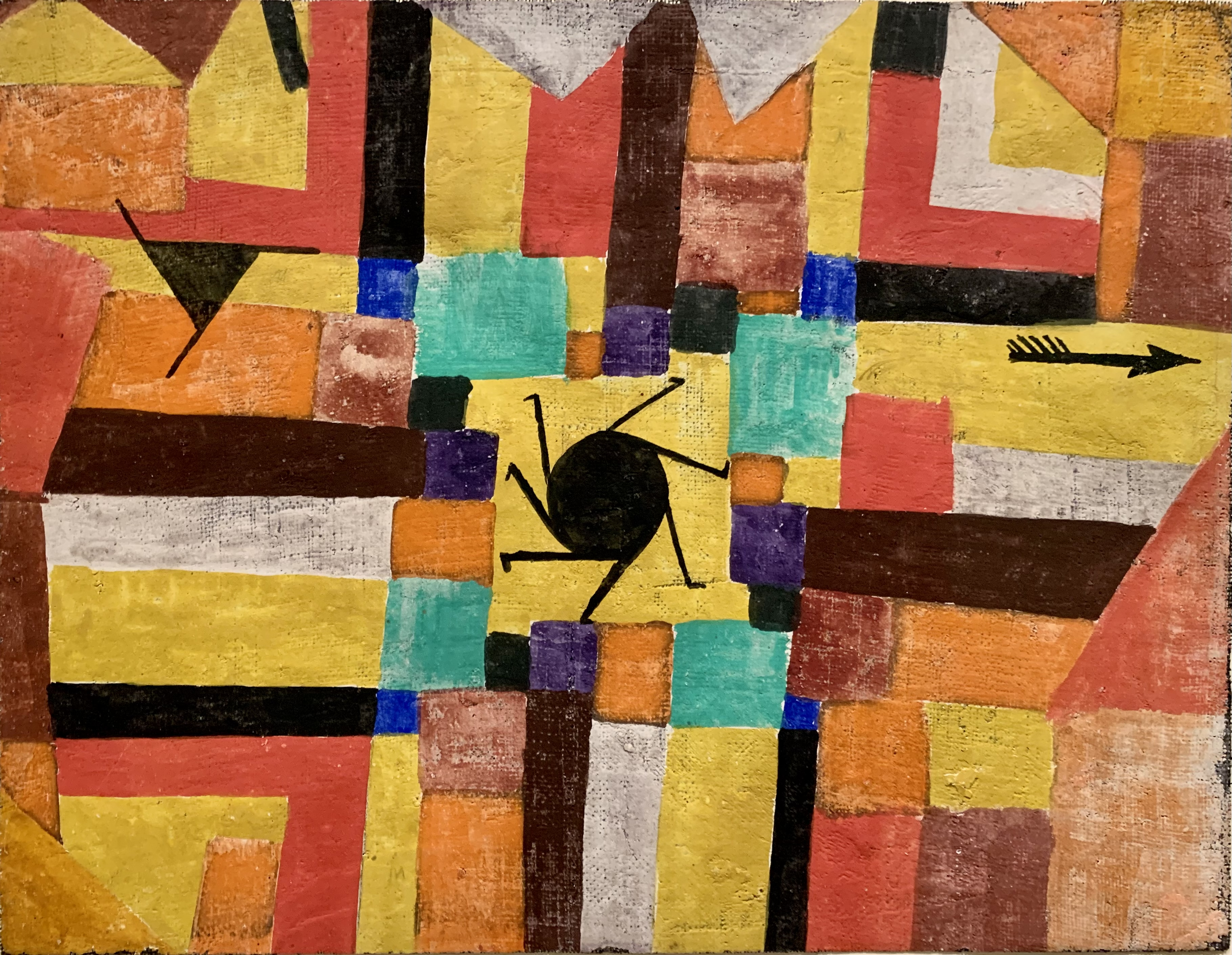
Paul Klee, Avec le soleil noir tournant et la flèche, 1919.

Cependant, par manque de place, depuis quelques années, le musée a préféré se concentrer sur les expositions temporaires, plus intéressantes financièrement, que sur la présentation de ses collections permanentes, ce qui a eu pour résultat la mise en réserve de plusieurs peintures majeures (Jordaens, Guerchin, Puget, Piazzetta) et sculptures (dont une attribuée au Bernin) et l'affectation des salles qui les présentaient depuis la rénovation du musée de 2007 aux expositions temporaires.

## Expositions
- André Masson, Œuvres de 1921 à 1975, 1975
- Sainte-Victoire, Cézanne, du 16 juin au 2 septembre 1990
- Les sites cézanniens vus par John Rewald, du 9 juillet au 30 septembre 1996
- Cézanne en Provence, du 9 juin au 17 septembre 2006
- La BD s’attaque au musée, du 19 mars au 8 juin 2008
- Picasso Cézanne, du 25 mai au 27 septembre 2009
- Alechinsky: les ateliers du midi, du 5 juin au 1er novembre 2010
- Collection Planque : l'exemple de Cézanne, du 11 juin au 2 octobre 2011[7],[8]
- Philippe Favier:« Corpuscules », du 1er février au 22 avril 2012
- Chefs-d’œuvre du musée Frieder-Burda, du 26 mai au 30 septembre 2012[9]
- Plossu: la montagne blanche, du 12 octobre au 16 décembre 2012
- Cadavre exquis: suite méditerranéenne, du 13 janvier au 13 avril 2013
- Le grand atelier du Midi, « de Cézanne à Matisse », du 13 juin au 13 octobre 2013[10],[11]
- Chefs-d’œuvre de la collection Pearlman: Cézanne et la modernité, du 12 juillet au 5 octobre 2014
- Aix antique, une cité en Gaule du sud, du 6 décembre 2014 au 3 mai 2015
- Icônes américaines : chefs-d'œuvre du SFMOMA et de la collection Fisher, du 11 juillet au 18 octobre 2015[12]
- Dix ans d’acquisitions : 2006-2016, du 30 janvier au 24 avril 2016[13]
- Camoin dans sa lumière, du 11 juin au 2 octobre 2016
- Bernex, rêver Rousseau, du 19 novembre 2016 au 19 février 2017
- Cueco, revoir Cézanne, du 3 décembre 2016 au 19 février 2017
- Passion de l'art: galerie Jeanne Bucher Jaeger depuis 1925, du 24 juin au 24 septembre 2017
- L'oeil de Planque: l'hommage de deux peintres: Alexandre Hollan et Claude Garache, du 13 mai 2017 au 18 février 2018
- Cézanne at home, du 20 octobre 2017 au 1er avril 2018[14]
- Picasso Picabia, du 9 juin au 23 septembre 2018
- Tal Coat, la liberté farouche de peindre, du 18 novembre 2017 au 11 mars 2018
- Traverser la lumière, du 10 novembre 2018 au 31 mars 2019
- Harry Callahan: french archives, Aix-en-Povrence, 1957-1958, du 16 mars au 21 juillet 2019
- Sainte(s)-Victoire(s), Constantin, Granet, Grésy, Loubon, Guigou, Cézanne, Picasso, Masson, Tal Coat, Plossu, 18 mai au 29 septembre 2019
- Fabienne Verdier, Sur les terres de Cézanne, du 21 juin 2019 au 13 octobre 2019 (prolongée jusqu’à 5 janvier 2020)[15],[16],[17]

- Pharaon, Osiris et la Momie, du 19 septembre 2020 au 14 février 2021 (prolongée jusqu’au 26 septembre 2021)[18],[19],[20],[21],[22]
- Plossu–Granet : Italia discreta, du 29 avril 2022 au 28 août 2022[23],[24]
- Via Roma: peintres et photographes de la Neue pinakothek de Munich, du 11 juin au 2 octobre 2022
- Sphère code cylindre: NFT et art numérique, du 6 janvier au 5 mars 2023
- David Hockney: collection de la Tate, du 28 janvier au 28 mai 2023[25]
- Naples pour passion. Chefs d’œuvre de la collection De Vito, du 15 juillet 2023 au 29 octobre 2023
- Bissière, la part de l'Autre: journal en images 1962-1964, du 16 septembre 2023 au 14 janvier 2024
- Naples dans les collections de peintures du musée Granet, du 18 novembre 2023 au 10 mars 2024
- Jean Daret: peintre du roi en Provence, du 15 juin au 29 septembre 2024
- La vibration des apparences: Étienne Rey, du 8 novembre 2024 au 19 janvier 2025

## Fréquentation
Le musée a rouvert ses portes au public à l'été 2006, après plusieurs années de travaux.
| Année | Entrées gratuites | Entrées payantes | Total   |
| ----- | ----------------- | ---------------- | ------- |
| 2006  | 88 511            | 400 264          | 488 775 |
| 2007  | 40 310            | 30 957           | 71 267  |
| 2008  | 38 316            | 60 629           | 98 945  |
| 2009  | 114 686           | 335 023          | 449 709 |
| 2010  | 58 025            | 75 975           | 134 000 |
| 2011  | 73 342            | 104 256          | 177 598 |
| 2012  | 63 600            | 86 965           | 150 565 |
| 2013  | 97 724            | 249 072          | 346 796 |
| 2014  | 63 793            | 135 560          | 199 353 |
| 2015  | 70 387            | 96 135           | 166 522 |
| 2016  | 65 652            | 109 825          | 175 477 |
| 2017  | 59 132            | 81 946           | 141 078 |
| 2018  | 68 951            | 108 111          | 177 062 |
| 2019  | 64 002            | 111 094          | 175 096 |
| 2020  | 34 083            | 34 082           | 68 165  |
| 2021  | 60 469            | 44 543           | 105 012 |